# Uşak (province)
La province de Uşak est une des 81 provinces (en turc : il, au singulier, et iller au pluriel) de la Turquie.
Sa préfecture (en turc : valiliği) se trouve dans la ville éponyme de Uşak.

## Géographie
Sa superficie est de 5 341 km2.

## Population
En 2013, la province était peuplée d'environ 346 508 habitants, soit une densité de population d'environ 65 hab./km2.
| 2000    | 2001    | 2002    | 2003    | 2004    | 2005    | 2006    | 2007    | 2008    |
| ------- | ------- | ------- | ------- | ------- | ------- | ------- | ------- | ------- |
| 320 535 | 322 814 | 324 673 | 326 417 | 328 287 | 330 243 | 332 237 | 334 115 | 334 111 |

| 2009    | 2010    | 2011    | 2012    | 2013    | 2014    | 2015    | 2016    | 2017    |
| ------- | ------- | ------- | ------- | ------- | ------- | ------- | ------- | ------- |
| 335 860 | 338 019 | 339 731 | 342 269 | 346 508 | 349 459 | 353 048 | 358 736 | 364 971 |

| 2018    | 2019    | 2020    | 2021    | 2022    | 2023    | - | - | - |
| ------- | ------- | ------- | ------- | ------- | ------- | - | - | - |
| 367 514 | 370 509 | 369 433 | 373 183 | 375 454 | 377 001 | - | - | - |

## Administration
La province est administrée par un préfet (en turc : vali).

## Subdivisions
La province est divisée en 6 districts (en turc : ilçe, au singulier).